# Терористичні акти в Лондоні 3 червня 2017
Терористичні акти в Лондоні 3 червня 2017 — серія терористичних атак, що мали місце ввечері 3 червня 2017 року у кількох місцях у Лондоні: на Лондонському мосту та поблизу Боро-Маркета.

## Перебіг подій
Близько 22:08 (за західноєвропейським часом) 3 червня вантажівка на швидкості близько 50 миль на годину наїхала людей, які перебували на пішохідній частині Лондонського мосту. Крім того, невідома особа здійснила збройний напад на ресторан поблизу від ринку Боро-Маркет, поранивши двох чоловік ножем; через напад поліція змушена була відкрити вогонь. Також поліція повідомила про інцидент у районі Воксголл.

## Жертви
Внаслідок атак 8 людей загинули, десятки поранено — до лондонських лікарень було госпіталізовано 48 постраждалих, серед яких були громадяни Франції та Австралії; громадяни України не постраждали (за повідомленням МЗС України). Крім того, поліція знищила трьох терористів.

## Реакція
- Співчуття родинам загиблих висловили Президент Петро Порошенко, прем'єр-міністр Володимир Гройсман[10] та міністр закордонних справ Павло Клімкін[11].